# Hans-Ulrich Rudel
Hans-Ulrich Rudel (Konradswaldau, 2 de julio de 1916-Rosenheim, 18 de diciembre de 1982) fue un célebre piloto de combate alemán, que pilotaba cazas, bombardero y cazablindados. Fue poseedor hasta su muerte de la más alta condecoración alemana de su época: la Cruz de Hierro con Hojas de Roble en Oro, Espadas y Diamantes del Tercer Reich. En la posguerra, fue un destacado activista neonazi en Hispanoamérica y Alemania Occidental.
En su hoja de servicios oficial se le adjudica la destrucción de 519 tanques, así como un acorazado, un crucero, setenta lanchas de desembarco y ciento cincuenta emplazamientos de artillería. Reclamó cincuenta y un victorias aéreas, obteniendo el estatus de as de la aviación, y la destrucción de más de ochocientos vehículos de todo tipo. Voló en 2530 misiones de ataque terrestre exclusivamente en el Frente Oriental, generalmente en el bombardero en picado Junkers Ju 87 «Stuka».
Se rindió ante las fuerzas estadounidenses el 8 de mayo de 1945 y emigró a Argentina en 1948. Un nacionalsocialista comprometido y no arrepentido, fundó el Kameradenwerk, una organización de ayuda para los refugiados nacionalsocialistas que permitió a los fugitivos escapar a América Latina y Oriente Próximo. Junto a Willem Sassen, protegió a Josef Mengele, exmédico de las SS en Auschwitz. 
Fue investigado por tráfico de armas durante el gobierno Augusto Pinochet en Chile y Alfredo Stroessner en Paraguay. Debido a estas actividades, estuvo bajo observación por la Agencia Central de Inteligencia de los Estados Unidos. En Chile, en los años 70 convivio con Kurt Christmann, alto oficial de la Gestapo condenado en ausencia a diez años de prisión; Walter Rauff, inventor de la cámara de gas móvil, que residía también en Chile.
En las elecciones parlamentarias de 1953, regresó a Alemania Occidental y fue el principal candidato para el Partido del Imperio Alemán, de extrema derecha, aunque no fue elegido para el Bundestag. Después de la Revolución Libertadora en 1955, que terminó con el segundo mandato presidencial de Perón, se mudó a Paraguay, donde actuó como representante extranjero para varias compañías alemanas. En 1977, fue portavoz de la Unión Popular Alemana, partido político neonazi fundado por el político extremista Gerhard Frey. Murió en Alemania Occidental en 1982.

## Infancia y juventud
Nació el 2 de julio de 1916 en Konradswaldau, Prusia. Era hijo de Johannes Rudel, pastor luterano de la Alta Silesia, y pasó su juventud en varias poblaciones de dicha región. Cuando era niño, era un mal estudiante, ya que le entusiasmaba el deporte. Asistió a un gimnasio (escuela secundaria) con orientación humanística en Lauban (Lubań). Se unió a las Juventudes Hitlerianas en 1933. Al graduarse con Abitur en 1936, participó en el obligatorio Servicio de Trabajo del Reich. Después del servicio laboral, se unió a la Luftwaffe en el mismo año y comenzó su carrera militar como piloto de reconocimiento aéreo.

## Segunda Guerra Mundial

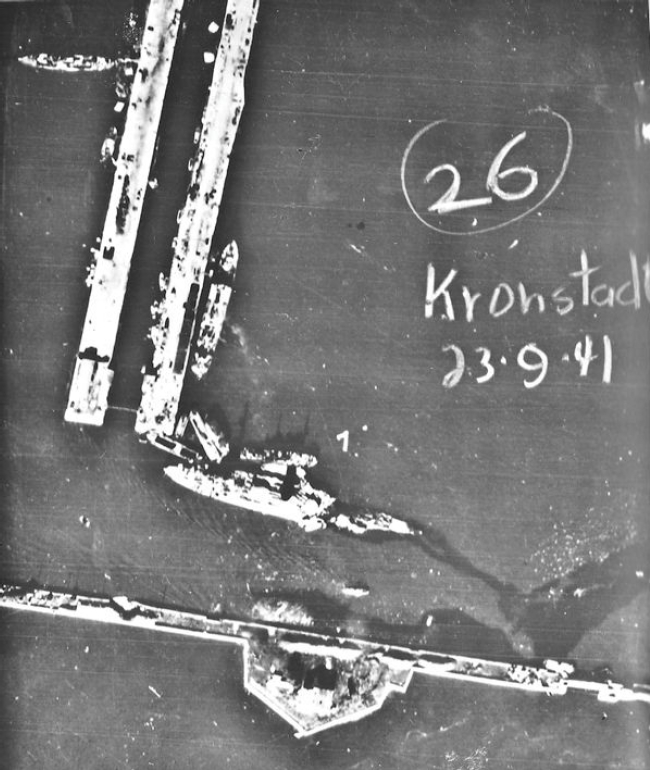
Fotografía aérea del acorazado dañado Marat.

Las fuerzas alemanas invadieron Polonia en 1939 comenzando la Segunda Guerra Mundial en Europa. Como observador aéreo, voló en misiones de reconocimiento de largo alcance sobre ese país. Durante 1940, ejerció como asistente de unidad en el 43.º Regimiento de Entrenamiento de Aviadores, con sede en Viena.
A principios de 1941, recibió entrenamiento como piloto de Stuka. Fue enviado al 1 Staffel Sturzkampfgeschwader 2 (StG 2), trasladado a la Polonia ocupada en preparación para la Operación Barbarroja, la invasión de la Unión Soviética, en junio. El 21 de septiembre, participó en un ataque contra el acorazado soviético Marat de la flota báltica. El Marat fue hundido en sus amarres el 23 de septiembre después de ser alcanzado por una bomba de una tonelada cerca de la superestructura delantera. Causó la explosión de la santabárbara delantera, que destruyó la superestructura y la parte delantera del casco. Murieron 326 hombres y el buque gradualmente se desmoronó en el fondo a unos 11 m de agua. El hundimiento se acredita a Rudel.
Su unidad aérea participó en la Operación Tifón, el intento del Grupo de Ejércitos Centro de capturar la capital soviética. Su artillero de cola en octubre de 1941 era Erwin Hentschel, quien sirvió con él durante los siguientes dos años y medio; ambos hombres ganaron la Cruz de Caballero de la Cruz de Hierro durante ese período. Hentschel completó 1400 salidas con Rudel y se ahogó el 21 de marzo de 1944 cuando se dirigían a las líneas alemanas después de un aterrizaje forzoso.
A principios de 1942, se casó mientras estaba de vacaciones. Más adelante en el año, participó en la batalla de Stalingrado. Desde mayo de 1941 hasta enero de 1942, hizo quinientas misiones aéreas. En febrero de 1943, voló su misión de combate n.º 1000, lo que lo convirtió en un héroe nacional. Luego participó en experimentos del Ju 87 G para su uso como antitanques. La unidad antitanque realizó operaciones contra la ofensiva soviética Kerch-Eltigen. Las imágenes de una cámara a bordo fueron utilizadas en Die Deutsche Wochenschau, el noticiero del Ministerio de Propaganda del Reich. En abril, fue galardonado con la Cruz de Caballero de la Cruz de Hierro con Hojas de Roble, recibiéndola personalmente de Hitler en Berlín. Después fue enviado a la batalla de Kursk con la misma unidad. El 12 de julio, reclamó la destrucción de doce tanques soviéticos en un día. En octubre, se le atribuyó la destrucción de su tanque n.º 100 y, el 25 de noviembre, le otorgaron la Cruz de Caballero de la Cruz de Hierro con Hojas de Roble y Espadas (una de las ciento sesenta otorgadas).
Fue nombrado comandante del III. Gruppe el 22 de febrero de 1944. El 20 de marzo, realizó un aterrizaje forzoso detrás de las líneas soviéticas; junto a su artillero Hentschel, escapó a las líneas alemanas. Ambos intentaron cruzar el Dniéster, pero Hentschel se ahogó en el intento. A su regreso, Ernst Gadermann, anteriormente el médico de tropa del III. Gruppe, se le unió como su nuevo operador de radio y artillero de cola. El 29 de marzo, Rudel fue galardonado con la Cruz de Caballero de la Cruz de Hierro con Hojas de Roble, Espadas y Diamantes, uno de los veintisiete premios otorgados y el décimo miembro de la Wehrmacht en recibirlo. La condecoración fue hecha por Hitler en persona.

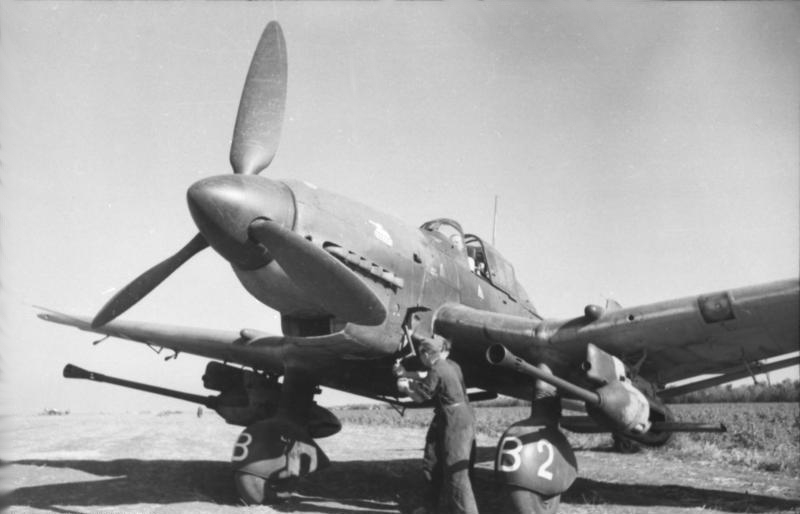
Ju 87 de Rudel equipado con el cañón antitanque.

El 1 de septiembre de 1944, fue ascendido a Oberstleutnant (teniente coronel) y, el 1 de octubre, fue nombrado líder del Schlachtgeschwader 2 (SG 2), reemplazando a Hans-Karl Stepp. El 22 de diciembre, completó su misión de combate n.º 2400 y, al día siguiente, informó que había sido destruido su 463.º tanque. El 29 de diciembre, fue ascendido a Oberst (coronel) y recibió la Cruz de Caballero de la Cruz de Hierro con Hojas de Roble en Oro, Espadas y Diamantes, el único en recibir tal condecoración. Este galardón, destinado a ser uno de los doce que en la posguerra se otorgaría después de la victoria alemana, fue entregado por Hitler el 1 de enero de 1945, cuatro meses antes de la derrota.
El 8 de febrero, resultó gravemente herido en el pie derecho y aterrizó dentro de las líneas alemanas, con su operador de radio gritando instrucciones de vuelo. Le realizaron una amputación a nivel inferior de la rodilla (transtibial). Volvió a volar el 25 de marzo y reclamó veintiséis tanques más destruidos al final de la guerra. El 19 de abril, el día previo al último cumpleaños de Hitler, se reunió con él en el Führerbunker en la Cancillería del Reich en Berlín. El 8 de mayo, huyó hacia el oeste desde un campo de aviación cerca de Praga, aterrizó en territorio controlado por los Estados Unidos y se rindió. Los estadounidenses se negaron a entregarlo a la Unión Soviética.

## Posguerra
Mientras era internado, su familia huyó del Ejército Rojo que avanzaba por Prusia y había encontrado refugio con los padres de Gadermann en Wuppertal. Rudel fue liberado en abril de 1946 y se desempeñó en negocios privados. En 1948, emigró a Argentina a través de los ratlines, viajando a través del valle de Zillertal austríaco hasta Italia. En Roma, con la ayuda de contrabandistas del Tirol del Sur y el obispo austríaco Alois Hudal, compró un pasaporte falso de la Cruz Roja a nombre de «Emilio Meier» y tomó un vuelo de Roma a Buenos Aires, donde llegó el 8 de junio de 1948. Escribió libros sobre la guerra, dando su apoyo al régimen nazi y criticando duramente al Oberkommando der Wehrmacht por «fallar a Hitler».

### América del Sur
Después de mudarse a Argentina, se convirtió en amigo cercano de Eduardo Lonardi presidente argentino  sucesor de Juan Domingo Perón y del paraguayo Alfredo Stroessner. En Argentina, fundó la Kameradenwerk (literalmente, «labor de camaradas»). Entre sus miembros prominentes estaba el oficial de las SS Ludwig Lienhardt —cuya extradición en Suecia había sido demandada por la Unión Soviética por cargos de crímenes de guerra—, Sin embargo, cuando se analizan los cargos, se advierte que la acusación se originaba por haber llevado a Suecia a 3.400 suecos étnicos residentes en Estonia para ponerlos a salvo del Ejército Rojo. Por ese motivo, la URSS lo acusó de deportar ciudadanos soviéticos  Kurt Christmann, miembro de la Gestapo condenado a diez años de prisión por crímenes de guerra cometidos en Krasnodar, el criminal de guerra austríaco Fridolin Guth y el espía alemán August Siebrecht, radicado en Chile. El grupo mantuvo un contacto cercano con otros fascistas buscados internacionalmente, como Ante Pavelić, Carlo Scorza y Konstantin von Neurath. Además de estos criminales de guerra que huyeron a Argentina, la Kameradenwerk también asistió a criminales nazis encarcelados en Europa, como Rudolf Heẞ y Karl Dönitz, con paquetes de alimentos desde Argentina y, a veces, remunerando sus honorarios legales. En Argentina, Rudel se familiarizó con Josef Mengele, médico de campo de concentración y criminal de guerra nazi. Junto con Willem Sassen, exoficial de las Waffen-SS, corresponsal de guerra de la Wehrmacht y que inicialmente trabajó como su conductor, Rudel ayudó a reubicarlo en Brasil al presentarle al partidario nazi Wolfgang Gerhard. En 1957, ambos viajaron juntos a Chile para reunirse con Walter Rauff, el inventor de la cámara de gas móvil.
En Argentina vivía en Villa Carlos Paz, a unos 36 km de la populosa ciudad de Córdoba, donde alquiló una casa y operaba una fábrica de ladrillos. Allí escribió sus memorias de guerra Trotzdem (lit., Aun así o A pesar de todo). El libro fue publicado en noviembre de 1949 por Durero-Verlag (1947-1958) en Buenos Aires. Esa editorial emitió una variedad de apologías de antiguos nazis y sus colaboradores. Además de Rudel, entre los primeros editores estuvieron Wilfred von Oven, ayudante personal de prensa de Goebbels y Naumann. Sassen convenció a Adolf Eichmann de compartir su punto de vista sobre el Holocausto. Junto con Eberhard Fritsch, un exlíder de las Juventudes Hitlerianas, Sassen comenzó a entrevistar a Eichmann en 1956 con la intención de publicar sus opiniones. Durero-Verlag se declaró en quiebra en 1958.
En Alemania se debatió la posibilidad de que Rudel publicara el libro porque era un conocido nazi y en la obra apoyaba sus políticas. El libro fue reeditado y publicado más tarde en los Estados Unidos, a medida que la Guerra Fría se intensificó, bajo el título Stuka Pilot, como apoyo a la invasión alemana de la Unión Soviética. Pierre Clostermann, piloto de combate francés, se había hecho amigo de Rudel y escribió el prólogo de la edición francesa de Stuka Pilot. En 1951, Rudel publicó el panfleto Dolchstoß oder Legende? (¿Puñalada por la espalda o leyenda?), en el que afirmó que «la guerra de Alemania contra la Unión Soviética fue una guerra defensiva» y «una cruzada por todo el mundo». En la década de 1950, se hizo amigo de Savitri Devi, escritora y defensora del hinduismo y el nazismo, y le presentó a una serie de fugitivos nazis en España y Oriente Próximo.
Con la ayuda de Perón, consiguió contratos lucrativos con militares brasileños. También estuvo activo como asesor militar y traficante de armas para la dictadura boliviana, Augusto Pinochet en Chile y Stroessner en Paraguay. Estuvo en contacto con Werner Naumann, ex secretario de Estado del Ministerio de Propaganda de Goebbels. Después de la Revolución Libertadora en 1955, un levantamiento cívico-militar que terminó con el segundo mandato presidencial de Perón, se vio obligado a abandonar Argentina y trasladarse a Paraguay. En los años siguientes en América del Sur, actuó muchas veces como representante extranjero para varias empresas alemanas, como Salzgitter AG, Dornier Flugzeugwerke, Focke-Wulf, Messerschmitt, Siemens AG y Lahmeyer International, una firma de consultoría de ingeniería alemana. La biografía de Rudel se utilizó durante el desarrollo del A-10 Thunderbolt II, un avión de la Fuerza Aérea de los Estados Unidos diseñado exclusivamente para el apoyo aéreo cercano, como el ataque a objetivos terrestres como tanques y vehículos blindados.
Según el historiador Peter Hammerschmidt, basándose en archivos del Servicio Federal de Inteligencia (BND) de Alemania y la Agencia Central de Inteligencia de los Estados Unidos el BND, la inteligencia alemana, bajo la compañía encubierta «Merex», estuvo en contacto cercano con exmiembros de las SS y del NSDAP. En 1966, Merex, representado por Walter Drück, un ex Generalmajor en la Wehrmacht y agente del BND, ayudado por contactos establecidos por Rudel y Sassen, vendió equipos desechados de la Bundeswehr a varios dictadores en América Latina. Según Hammerschmidt, Rudel ayudó a establecer contacto entre Merex y Friedrich Schwend, un exmiembro de la Oficina Central de Seguridad del Reich e involucrado en la Operación Bernhard. Schwend, según Hammerschmidt, tenía estrechos vínculos con los servicios militares de Perú y Bolivia. A principios de los años 1960, Rudel, Schwend y Klaus Barbie fundaron una compañía llamada «La Estrella», que empleó a varios exoficiales de las SS que habían huido a América Latina. A través de La Estrella, Rudel también estaba en contacto con Otto Skorzeny, quien tenía su propia red de exoficiales de las SS y la Wehrmacht.
Regresó a Alemania Occidental en 1953 y se volvió un miembro destacado del neonazi Partido del Imperio Alemán (Deutsche Reichspartei, DRP). En las elecciones federales de Alemania Occidental de 1953, fue el principal candidato del DRP, pero no fue elegido para el Bundestag. Según Josef Müller-Marein, editor en jefe de Die Zeit, Rudel tenía un carácter egocéntrico. En sus discursos políticos, hizo declaraciones vagas, alegando que estaba hablando en nombre de la mayoría, si no todos, los exsoldados alemanes de la Segunda Guerra Mundial. Criticó duramente a los Aliados occidentales por no haber apoyado a Alemania en su guerra contra la Unión Soviética. Su comportamiento político posteriormente lo alejó de sus antiguos camaradas, principalmente Gadermann. Müller-Marein concluyó su artículo con la declaración: «¡Rudel ya no tiene un Geschwader (escuadrón)!». En 1977, fue portavoz de la Unión Popular Alemana (Deutsche Volksunion), partido político nacionalista fundado por Gerhard Frey.

### Escándalos
En octubre de 1976 desencadenó inadvertidamente una cadena de eventos, que más tarde se denominaron el «escándalo Rudel» (Rudel-Affäre). El Aufklärungsgeschwader 51 (51.ª Ala de Reconocimiento), la última unidad en llevar el nombre «Immelmann», celebró una reunión para los miembros, incluidos los de la Segunda Guerra Mundial. El secretario de Estado del Ministerio Federal de Defensa, Hermann Schmidt, había autorizado el evento. Temiendo que Rudel difundiera propaganda nazi en la base de la Luftwaffe en Bremgarten, cerca de Friburgo, Schmidt ordenó que la reunión no se hiciera allí. La noticia de esta decisión llegó a Walter Krupinski, expiloto de combate de la Segunda Guerra Mundial y en ese momento comandante general de la Segunda Fuerza Aérea Táctica Aliada de la OTAN. Krupinski contactó a Gerhard Limberg, inspector de la Luftwaffe, y le solicitó que se permitiera la reunión en la base aérea. Más tarde, Limberg confirmó la solicitud de Krupinski y el evento se celebró en las instalaciones del Bundeswehr, una decisión que Schmidt aún no había autorizado. Rudel asistió a la reunión, en la que firmó su libro y dio algunos autógrafos, pero se abstuvo de hacer declaraciones políticas.
Durante un evento de prensa rutinario, los periodistas, que habían sido informados por Schmidt, interrogaron a Krupinski y su asistente Karl Heinz Franke sobre la presencia de Rudel. En la entrevista, los generales compararon el pasado de Rudel como partidario nazi y neonazi con la carrera del destacado líder socialdemócrata Herbert Wehner, que había sido miembro del Partido Comunista de Alemania en la década de 1930 y que había vivido en Moscú durante la Segunda Guerra Mundial, donde supuestamente estuvo involucrado en operaciones del NKVD. Al llamar extremista a Wehner, describieron a Rudel como un hombre honorable, que «no había robado el dinero familiar ni nada más». Cuando estas declaraciones se hicieron públicas, el ministro federal de Defensa, Georg Leber, aplicando el §50 de la ley militar (Soldatengesetz), ordenó que esos generales se jubilasen anticipadamente a partir del 1 de noviembre de 1976. Leber, miembro del Partido Socialdemócrata de Alemania, fue duramente criticado por sus acciones por la oposición de la Unión Democrática Cristiana y el escándalo contribuyó al posterior retiro del ministro a principios de 1978. El 3 de febrero de 1977, el Bundestag alemán debatió el escándalo y sus consecuencias. Posteriormente, el escándalo Rudel desencadenó una discusión sobre la tradición militar, que el ministro federal de Defensa, Hans Apel, concluyó con la introducción de las «Directrices para comprender y cultivar la tradición» del 20 de septiembre de 1982.
Durante la Copa Mundial de la FIFA 1978, celebrada en Argentina, Rudel visitó a la selección alemana de fútbol en su campo de entrenamiento en Ascochinga. La prensa alemana criticó a la Federación Alemana de Fútbol y consideraron que la visita de Rudel simpatizaba con la dictadura militar que gobernaba el país tras el golpe de Estado de 1976, esta visita fue defendida por Hermann Neuberger presidente de la  Federación Alemana de Fútbol. Durante la Copa Mundial de la FIFA de 1958 en Suecia, había visitado al equipo alemán en Malmö el 8 de junio de 1958, y fue recibido por el entrenador de la selección, Sepp Herberger.

### Vida personal y muerte

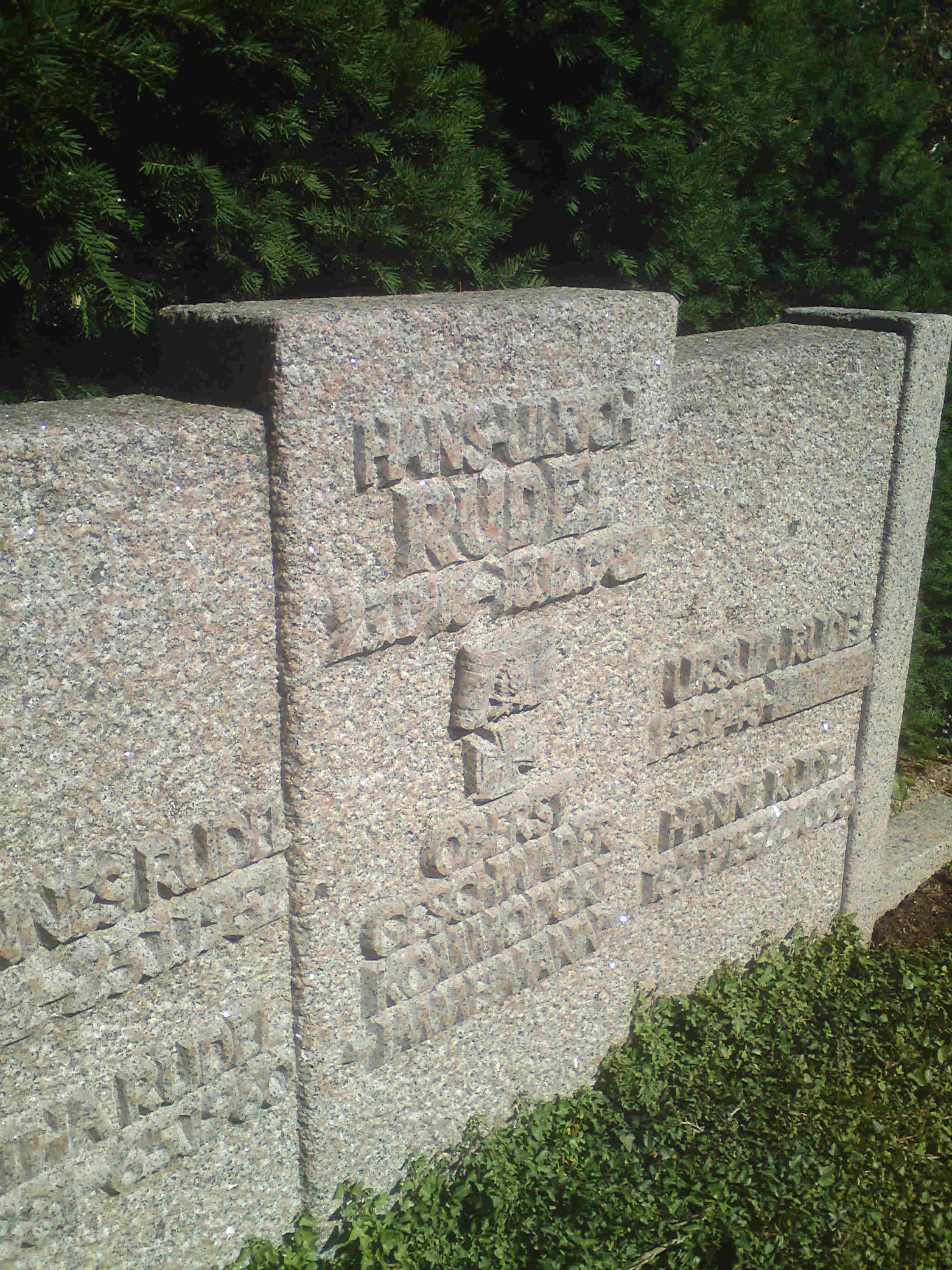
Su tumba en Dornhausen.

Estuvo casado tres veces. Su matrimonio de 1942 con Ursula, apodada Hanne, produjo dos hijos, Hans-Ulrich y Siegfried; se divorciaron en 1950. Según la revista Der Spiegel, uno de los motivos de la separación fue que su esposa había vendido algunas de sus condecoraciones, como las Hojas de Roble y Diamantes, a un coleccionista estadounidense, pero también porque se negó a mudarse a la Argentina. El 27 de marzo de 1951, Der Spiegel difundió la negativa de Ursula Rudel de vender los premios de su exesposo y afirmó además que no tenía intenciones de hacerlo. Rudel se casó en 1965 por segunda vez, con Ursula Daemisch. El matrimonio produjo a su tercer hijo, Christoph, nacido en 1969. Rudel sobrevivió a un derrame cerebral el 26 de abril de 1970. Tras su divorcio en 1977, se casó con Ursula Bassfeld.
Murió luego de sufrir otro derrame cerebral en Rosenheim, el 18 de diciembre de 1982, y fue enterrado en Dornhausen el 22 de diciembre de 1982. Durante la ceremonia de entierro, dos F-4 Phantom de la Bundeswehr sobrevolaron a baja altura sobre su tumba. Dornhausen estaba situado en medio de una ruta aérea por la que volaban regularmente aviones militares y los oficiales de la Bundeswehr negaron el uso de esos aviones deliberadamente para el funeral. Se fotografió a cuatro dolientes haciendo el saludo nazi durante el vuelo, tras lo cual se ordenó una investigación debido a una ley que prohíbe la exhibición de simbología nazi. Poco después, el ministro federal de Defensa, Manfred Wörner, declaró que el vuelo de las aeronaves era un ejercicio de entrenamiento rutinario.

## Resumen militar

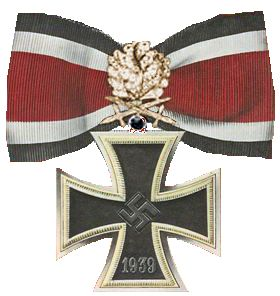
La Cruz de Caballero de la Cruz de Hierro con Hojas de Roble en Oro, Espadas y Diamantes que recibió en 1944.

Realizó 2530 misiones de combate en el Frente Oriental de la Segunda Guerra Mundial. La mayoría se llevaron a cabo mientras volaba el Junkers Ju 87, aunque cuatrocientos treinta fueron variantes de ataque a tierra del Focke-Wulf Fw 190. Se le atribuyó la destrucción de quinientos diecinueve tanques, dañar gravemente el acorazado Marat, así como hundir un crucero (Petropavlovsk, parcialmente y con severos daños), un destructor (Minsk, de la clase Leningrado) y setenta lanchas de desembarco. Rudel también afirmó haber destruido más de ochocientos vehículos de todo tipo, más de ciento cincuenta posiciones de artillería, antitanques o antiaéreas, cuatro trenes blindados, así como numerosos puentes y líneas de suministro. También se le atribuyeron cincuenta y un victorias aéreas, cuarenta y dos de las cuales fueron aviones de combate y siete Ilyushin Il-2. Fue derribado u obligado a aterrizar treinta veces debido a la artillería antiaérea, fue herido cinco veces y rescató a seis tripulantes varados en territorio controlado por el enemigo.
- Copa de Honor de la Luftwaffe como Oberleutnant en un Sturzkampfgeschwader (20 de octubre de 1941)[65]
- Cruz de Hierro de segunda clase (10 de noviembre de 1939) y primera clase (15 de julio de 1941)[66]
- Cruz de Caballero de la Cruz de Hierro con Hojas de Roble en Oro, Espadas y Diamantes.
  - Cruz de Caballero el 6 de enero de 1942 como Oberleutnant y Staffelkapitän del 9./Sturzkampfgeschwader 2.[67][68]
  - 229.ª Cruz de Caballero con Hojas de Roble (14 de abril de 1943) como Oberleutnant y Staffelkapitän del 1./Sturzkampfgeschwader 2 „Immelmann“.[68][69]
  - 42.ª Cruz de Caballero con Hojas de Roble y Espadas (25 de noviembre de 1943) como Hauptmann y Gruppenkommandeur del III./Sturzkampfgeschwader 2 „Immelmann“.[68][70]
  - 10.ª Cruz de Caballero con Hojas de Roble, Espadas y Diamantes (29 de marzo de 1944) como Major y Gruppenkommandeur del III./Schlachtgeschwader 2 „Immelmann“.[68][71]
  - 1.ª (y única) Cruz de Caballero con Hojas de Roble en Oro, Espadas y Diamantes (29 de diciembre de 1944) como Oberstleutnant y Geschwaderkommodore del Schlachtgeschwader 2 „Immelmann“.[72]
- Medalla de Oro al Valor de Hungría (14 de enero de 1945), única entregada a un extranjero.[9]

## En la cultura marginal
Siguió siendo popular en la extrema derecha alemana después de su muerte, especialmente entre la Unión Popular Alemana y su líder Gerhard Frey. Este partido político estableció la Federación de Honor Rudel - Comunidad para la Protección de los Soldados del Frente (Ehrenbund Rudel – Gemeinschaft zum Schutz der Frontsoldaten) en 1983, durante un servicio conmemorativo para Rudel. El negador del Holocausto David Irving, quien pronunció un discurso conmemorativo sobre la muerte de Rudel, recibió el Premio Hans-Ulrich-Rudel de Frey en junio de 1985.